# Oxyopomyrmex
Oxyopomyrmex André, 1881 è un genere di formiche della sottofamiglia Myrmicinae.

## Biologia
Le specie appartenenti a questo genere si cibano di semi che accumulano all'interno delle loro piccole colonie.

## Distribuzione
Il genere è presente in Europa, Africa e Medio Oriente.

## Tassonomia
Il genere comprende 12 specie:
- Oxyopomyrmex emeryi Santschi, 1908
- Oxyopomyrmex insularis Santschi, 1908
- Oxyopomyrmex krueperi Forel, 1911
- Oxyopomyrmex laevibus Salata & Borowiec, 2015
- Oxyopomyrmex magnus Salata & Borowiec, 2015
- Oxyopomyrmex negevensis Salata & Borowiec, 2015
- Oxyopomyrmex nigripes Santschi, 1907
- Oxyopomyrmex nitidior Santschi, 1910
- Oxyopomyrmex oculatus André, 1881
- Oxyopomyrmex polybotesi Salata & Borowiec, 2015
- Oxyopomyrmex pygmalioni Salata & Borowiec, 2015
- Oxyopomyrmex saulcyi Emery, 1889

In Italia è presente solo la specie Oxyopomyrmex saulcyi.